# Viola bastarda
Pour les articles homonymes, voir Viola.

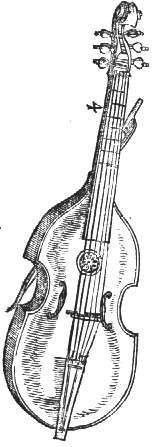
Viola bastarda.

La viola bastarda ((it), lit. « viole bâtarde ») est un instrument de musique à cordes et à archet, de la famille de la viole de gambe. Ce type de viole fut utilisé principalement en Italie du XVIe au XVIIe siècle.

## Joueurs/compositeurs connus deviola bastarda
- Aurelio Virgiliano
- Girolamo dalla Casa
- Orazio Bassani
- Riccardo Rognoni
- Francesco Rognoni
- Claudio Monteverdi
- Vincenzo Bonizzi
- Adam Jarzębski
- Angelo Notari
- Tarquinia Molza